# Vire (Calvados)
Vire è un ex comune francese di 12 828 abitanti situato nel dipartimento del Calvados nella regione della Normandia, sede di sottoprefettura. Dal 1º gennaio 2016 è stato accorpato con Coulonces, Maisoncelles-la-Jourdan, Roullours, Saint-Germain-de-Tallevende-la-Lande-Vaumont, Truttemer-le-Grand, Truttemer-le-Petit, Vaudry per formare il comune di Vire Normandie, del quale costituisce comune delegato.  
È noto per un particolare tipo di andouille prodotta nel paese, l'andouille de Vire.
Ivi nacque il naturalista e letterato René Richard Louis Castel. 

## Società

### Evoluzione demografica
Abitanti censiti

## Amministrazione

### Gemellaggi
- Totnes
- Santa Fe
- Baunatal
- Atlacomulco
- Săcele